# Región de Kavango del Oeste

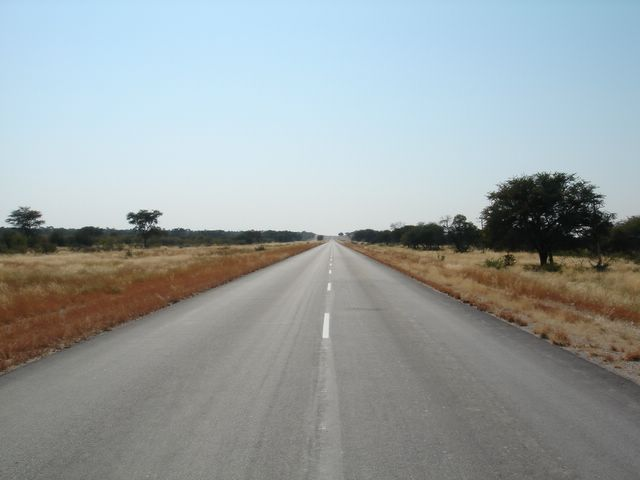
la autopista Trans-Caprivi entre Rundu y Etosha

Kavango del Oeste es una de las catorce regiones de Namibia. Su capital es Nkurenkuru. La Región se creó en 2013, cuando la región de Kavango se dividió en Kavango del Este y Kavango del Oeste.
En el norte, Kavango Oeste limita con la provincia de Cuando Cubango de Angola. En el plano interno, limita con las siguientes regiones:
- Kavango del Este - Sureste
- Otjozondjupa - sur
- Oshikoto - oeste
- Ohangwena - noroeste

Debido a las precipitaciones más alto que la mayoría de otras partes de Namibia, esta región tiene potencial agrícola para el cultivo de una variedad de cultivos, así como para el sector forestal organizada y la agrosilvicultura, que estimula la fabricación de muebles y otras industrias relacionadas.

## Distritos electorales
La región posee ocho distritos electorales:
- Kapako
- Mancumpi
- Mpungu
- Musese
- Ncamangoro
- Ncuncuni
- Nkurenkuru
- Tondoro

- Datos: Q14824027